# Coptocnemia
Coptocnemia là một chi bướm đêm thuộc họ Noctuidae.